# Timothy O'Donnell
Pour les articles homonymes, voir O'Donnell.
Timothy O'Donnell né le 1er octobre 1980 à Shavertown, Pennsylvania (en) aux États-Unis est un triathlète professionnel, vainqueur du championnat du monde de triathlon longue distance en 2009.

## Biographie

### Jeunesse et début de carrière
Originaire de Pennsylvanie  Timothy O'Donnell connait de nombreuses régions américaines en raison des déménagements fréquents de sa famille, dus au métier de son père. Malgré cela, il passe la majorité de ses années de lycée en Pennsylvanie. Après un diplôme d’études secondaires, il entre à l'Académie Navale des États-Unis ou son frère ainé Thomas, poursuit également ses études. C'est lui qui le convainc d'essayer le triathlon, il s'y consacre pleinement et obtient deux titres nationaux. En mai 2003, il est diplômé avec mention.
Après l'obtention de ce diplôme Timothy O'Donnell obtient un des cinquante postes offerts pour le programme Education Graduate. En 2003 il est transféré à l'Université de Californie à Berkeley pour étudier en génie océanique. Pendant son séjour à Berkeley, il continue de s'entraîner en triathlon. Il remporte les championnats nationaux des moins de 23 (U23) des États-Unis en 2003. Il obtient une maîtrise en génie naval en 2005 et ambitionne de représenter la Marine aux Jeux olympiques d'été de 2008, il est affecté pour cela en janvier 2007 à l'US Olympic Training Center à Colorado Springs. Il se place 6e aux essais olympiques américain mais ne sera pas qualifié pour ces jeux. 

### Carrière en triathlon
Timothy O'Donnell fait le choix de se mettre en congé de la Marine afin d'entamer une carrière de triathlète professionnel. Il remporte le championnat du monde longue distance en 2009 et s'engage sur des Ironmans et Ironmans 70.3. Lors de son premier Ironman au Texas en 2011, il remporte le titre de champion des États-Unis sur cette distance. En 2013, il établit le record américain en 8 h 1 min 31 s à l'occasion de sa première victoire sur cette distance, lors de l'Ironman Brésil. Entrainé depuis 2013 par Mark Allen codétenteur du record de victoire de l’Ironman d'Hawaï, il se fixe comme objectif de remporter dans les années qui suivent, le championnat du monde d'Ironman à kona pour offrir un nouveau titre aux États-Unis, ce pays n’ayant plus eu de victoire depuis celle de Tim DeBoom en 2002. Il est marié avec la triathlète australienne Mirinda Carfrae vainqueur des titres féminins en 2013 et 2014.

## Palmarès
Le tableau présente les résultats les plus significatifs (podium) obtenus sur le circuit international de triathlon depuis 2009.
| Année | Compétition                                  | Pays       | Position           | Temps           |
| ----- | -------------------------------------------- | ---------- | ------------------ | --------------- |
| 2019  | Ironman - Championnat du monde à Kailua-Kona | États-Unis | Médaille d'argent  | 7 h 59 min 40 s |
| 2019  | Ironman 70.3 Augusta                         | États-Unis | Médaille d'or      | 3 h 42 min 7 s  |
| 2019  | Ironman 70.3 Gdynia                          | Pologne    | Médaille d'or      | 3 h 45 min 40 s |
| 2017  | Ironman Boulder                              | États-Unis | Médaille d'or      | 8 h 13 min 30 s |
| 2016  | Ironman 70.3 San Juan                        | Porto Rico | Médaille d'or      | 3 h 50 min 53 s |
| 2015  | Ironman - Championnat du monde à Kailua-Kona | États-Unis | Médaille de bronze | 8 h 18 min 50 s |
| 2015  | Ironman Brésil                               | Brésil     | Médaille d'argent  | 7 h 55 min 56 s |
| 2014  | Ironman 70.3 St. Croix                       | États-Unis | Médaille d'or      | 4 h 7 min 0 s   |
| 2014  | Challenge St. Andrews                        | Canada     | Médaille d'or      | 3 h 53 min 3 s  |
| 2013  | Ironman Brésil                               | Brésil     | Médaille d'or      | 8 h 1 min 31 s  |
| 2012  | Ironman Cœur d'Alene                         | États-Unis | Médaille d'argent  | 8 h 41 min 36 s |
| 2012  | Ironman Texas                                | États-Unis | Médaille d'argent  | 8 h 9 min 50 s  |
| 2012  | Ironman 70.3 San Juan                        | Porto Rico | Médaille d'or      | 3 h 51 min 32 s |
| 2012  | Ironman 70.3 Texas                           | États-Unis | Médaille d'or      | 3 h 47 min 40 s |
| 2011  | Ironman 70.3 San Juan                        | Porto Rico | Médaille d'or      | 3 h 49 min 29 s |
| 2011  | Ironman 70.3 Calgary                         | Canada     | Médaille d'or      | 3 h 56 min 24 s |
| 2011  | 5150 Boulder                                 | États-Unis | Médaille d'or      | 1 h 51 min 52 s |
| 2010  | Championnat du monde longue distance         | Allemagne  | Médaille d'argent  | 6 h 29 min 35 s |
| 2010  | Championnat du monde Ironman 70.3            | États-Unis | Médaille de bronze | 3 h 44 min 18 s |
| 2010  | Ironman 70.3 Floride                         | États-Unis | Médaille d'or      | 3 h 51 min 18 s |
| 2010  | Ironman 70.3 Asie Pacifique                  | Thaïlande  | Médaille d'or      | 3 h 59 min 42 s |
| 2009  | Championnat du monde longue distance         | Australie  | Médaille d'or      | 3 h 48 min 15 s |
| 2009  | Ironman 70.3 St. Croix                       | États-Unis | Médaille d'or      | Timing          |
| 2009  | 5430 Long Course Triathlon                   | États-Unis | Médaille d'or      | 3 h 45 min 51 s |
| 2009  | Ironman 70.3 Calgary                         | Canada     | Médaille d'or      | 3 h 55 min 29 s |

## Voir Aussi